# حورية بحر فيجي

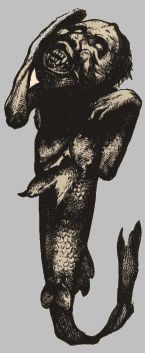
حورية بحر فيجي لبارنوم من عام 1842

حورية بحر فيجي كائن زعم أن نصفه من الثدييات ونصفه الآخر سمكة  يتألف من جذع ورأس قرد صغير مخيط إلى النصف الخلفي لسمكة.  وقد عرض المخلوق المحنط على أنه حورية بحر. يكسو أسفل جسمه قشور السمك بينما يعطي الشعر أعلى جسمه مع ثدي يتدلى على صدره. وكان فمه مفتوحا وتظهر أسنانه البارزة بينما يضع يده اليمنى على الخد الأيمن واليسرى مدسوسة تحت الفك السفلي الأيسر. وكما روج أنه اصطيد  بالقرب من جزر فيجي في جنوب المحيط الهادئ. قدمت العديد من النسخ المماثلة وعرضت تحت أسماء وذرائع مشابهة. الكائن الأصلي تم عرضه من قبل بارنوم في متحف بارنوم  في نيويورك في عام 1842 ثم اختفى. ويعتقد  أن جسم الكائن قد تعرض للتلف في إحدى الحرائق المتعددة التي تعرض لها متحف بارنوم والتي دمرت مجموعاته.

## تأريخها

### حوريات البحر في الأساطير والفولكلور
استمرت أسطورة حورية البحر لآلاف السنين. وكان المسافرون عبر البحر يبقون عيونهم مفتوحة على أمل اصطياد هذا المخلوق الأسطوري.  وقد عرضت حوريات البحر الفعلية في المعارض لعدة قرون وكانت في كثير من الأحيان أبقار البحر. خلال عصر النهضة والباروك كانت حوريات البحر العناصر الرئيسي في حجرات العجائب.

### بارنوموأصل حورية بحر فيجي
كان الصيادون في اليابان والهند الشرقية قديما يقومون بخياطة الأجزاء العلوية من القردة على جثث الأسماك. وكان ذلك يستخدم لأغراض دينية. قام القبطان الأمريكي صموئيل باريت إدس بشراء واحدة من تلك الحوريات من بحارة يابانيين في 1822.بمبلغ 6000 دولار. ولعدم وجود مال كافي، استلف إدس المبلغ من حساب نفقات السفينة. وقد عرضت «الحورية» في لندن في عام 1822.  وتم الإعلان عنها في منشور بصحيفة المرآة.
بعد وفاة الكابتن إدس انتقلت ملكية الحورية لإبنه والذي قام ببيعها إلى موسى كيمبل صاحب متحف بوسطن في عام 1842. جلب  كيمبل الحورية إلى نيويورك سيتي في صيف ذلك العام لعرضها على بارنوم. قبل الموافقة على عرض حورية بحر فيجي، طلب رجل العروض الشهير شومان بارنوم  فحص تأريخها الطبيعي. أشار الفاحص  إلى أنه  لا يمكن تصور كيف تم تصنيع أسنان وزعانف «المخلوق», ولكن عدم الإيمان بحوريات البحر، لن يشهد على أصالة العمل. على الرغم من  شكوك الفاحص، إلا أن بارنوم اعتقد أن هذه التحفة ستأتي بالجمهور إلى المتحف. ظل كيمبل المالك الوحيد للمخلوق والذي قام بتأجيره لبارنوم مقابل $12.50 أسبوع.
بعد اسئجاره للحورية، قام بارنوم ولدت بعمل دعائي كبيرعن طريق إرسال رسائل بأسماء مستعارة إلى صحف نيويورك الصحف من ألاباما وجنوب كارولينا والعاصمة واشنطن   ألمح فيها عن وجود حورية بحر في حوزة «الدكتور ج. غريفين»، الذي كان قد زعم أنه اصطادها  في أمريكا الجنوبية. غريفين كان في الواقع ليفي ليمان واحد من شركاء بارنوم. للحفاظ على خطة العمل، ذهب غريفين إلى فيلادلفيا ونزل بأحد فنادقها. بعد بقائه بضعة أيام واكتسابه سمعة إيجابية مع الجمهور، أظهر غريفين حورية البحر لمالك  الفندق كشكر له على حسن الضيافة. فتن المالك بها حتى انه توسل أن يريها لبعض أصدقائه، وكثير منهم من المحررين.  
شغلت حورية بحر فيجي اهتمام الجمهور. سافر غريفين إلى نيويورك في أول عرض فقط إلى جمهور صغير ومن ثم عرضها على أنها حورية بحر فيجي في قاعة احتفالات لمدة أسبوع. استمر العرض فقط لمدة خمسة أيام بحجة أن بارنوم قد أقنع غريفين لجلب حورية البحر إلى المتحف الأمريكي للتاريخ الطبيعي. وفي المتحف، قام بارنوم بتجهيز  10,000 كتيب لوصف حوريات البحر وحوريته على وجه الخصوص.

### بعد بارنوم
خلقت الحورية الكثير من  الجدل، وخاصة في الجنوب. وبعد ظهورها لأول مرة، اختفت عن الأنظار. في العقد السادس من القرن التاسع عشر، تعرض متحف بارنوم لعدة حرائق. خلال واحدة من تلك الحرائق، فقدت الحورية. ومع ذلك، فإن مفهوم حورية بحر فيجي شاع منذ ذلك الحين وتم نسخها عدة مرات بهدف الجذب.

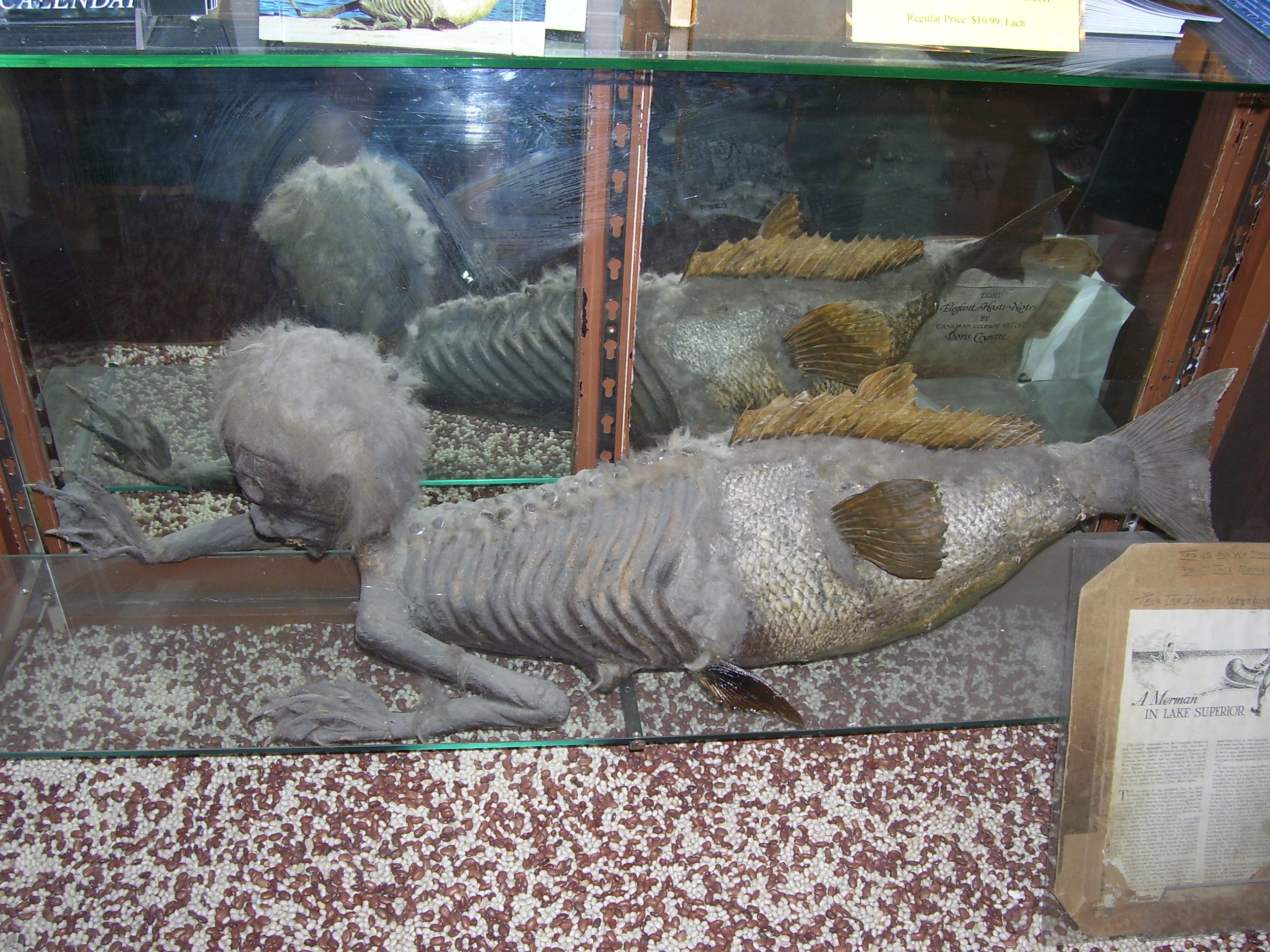
معرض حوريات ، على غرار حورية البحر فيجي